# Орлики чорнуваті
Орлики чорнуваті, орлики чорніючі — вид рослин роду Орлики родини жовтецеві.

## Поширення
Вид поширений у високогір'ї Альп, Балкан, також у Пд. та Сх. Карпатах. В Україні трапляється у Карпатах, у межах Закарпатської та Чернівецької областей.

## Охорона
Орлики чорніючі занесені до Червоної книги в Україні і Румунії зі статусом «під загрозою», а в Болгарії — «уразливий».